# Jâmblico I
Jâmblico I (em latim: Iamblichus; em grego: Ἰάμβλιχος; romaniz.: Iámblichos; em aramaico: 𐡉𐡌𐡋𐡊𐡅; romaniz.: Yamlīḵū) foi o segundo rei (filarco) do Reino de Emesa de 51/44 até 32 a.C..

## Nome
Jâmblico (Iamblichus; Ἰάμβλιχος, Iámblichos) ou Jânlico (Ἰάμλιχος, Iámlichos) é a forma latina e grega de Iamelicu (𐡉𐡌𐡋𐡊𐡅, Yamlīḵū), "possa (NP) ser rei / reinar", um hipocorístico teofórico de origem aramaica ou árabe. O prefixo imperfeito y- pode ser um legado de um forma aramaica mais antiga, mas também pode ser uma forma árabe.

## Vida

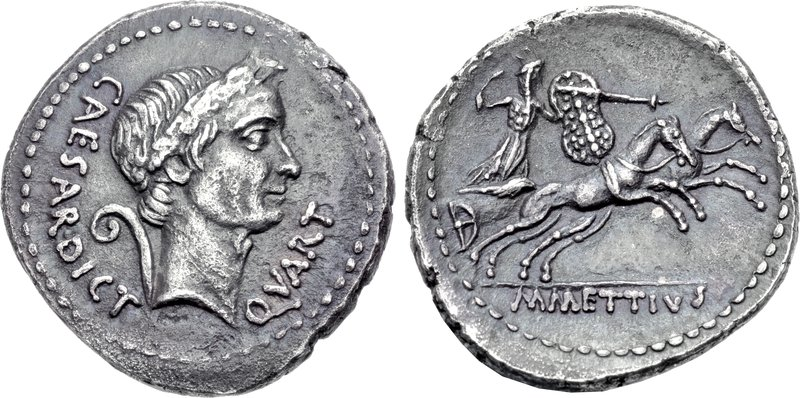
Denário de Júlio César

Jâmblico era filho de Samsigéramo I, o fundador e primeiro filarco (rei) do Reino de Emesa. Sua data de nascimento é incerta. É mencionado pela primeira vez em 51 a.C., quando foi mencionado pelo então governador da Cilícia Cícero, que o considerou como um aliado em potencial contra o Império Arsácida da Pérsia. É possível que já tenha ascendido ao poder nesse ponto. Em 47 a.C., ao lado de Soemo e Ptolemeu, outros possíveis membros de sua dinastia, enviou destacamentos para auxiliar Júlio César em seu cerco de Alexandria, no Reino Ptolemaico. Estrabão (XVI.2.10-11), ao mencionar a revolta de Quinto Cecílio Basso (46–44 a.C.), faz menção a Samsigéramo e Jâmblico, o que indica que ao menos até esse momento seu pai ainda estava vivo. Jâmblico aparentemente se submeteu ao governador da Síria Caio Cássio Longino, um dos conspiradores que assassinaram César em 44 a.C., e então a Marco Antônio. Em 32 a.C., Antônio suspeitou das intenções de Jâmblico, o depôs e assassinou. O trono de Emesa foi concedido ao irmão dele, Alexandre. Jâmblico teve um filho chamado Jâmblico II, que ascenderia ao trono anos mais tarde. Em algum momento incerto durante seu reinado, a capital do reino foi transferida de Aretusa (atual Arrastã) para Emesa (atual Homs).